# Суэйн, Майкл
Майк(л) Суэйн (род. 21 декабря 1960, Элизабет, Нью-Джерси) — американский дзюдоист, чемпион и призёр США, победитель и призёр международных турниров, бронзовый призёр Универсиады, чемпион и призёр Панамериканских чемпионатов, Панамериканских игр и чемпионатов мира, бронзовый призёр летних Олимпийских игр 1988 года в Сеуле.

## Карьера
Выступал в полулёгкой и лёгкой весовых категориях (до 65-71 кг). Первым заметным успехом Суэйна была бронзовая медаль чемпионата США 1977 года. Впоследствии Суэйн трижды становился серебряным призёром чемпионатов страны, и четырежды — чемпионом. В 1985 году занял третье место на летней Универсиаде в Кобе. В 1978 году стал серебряным призёром, а в 1986 году — победителем Панамериканских чемпионатов. В 1983 году завоевал бронзу, а в 1987 году — золото Панамериканских игр. В 1985 и 1989 годах становился серебряным призёром, а в 1987 году — победителем чемпионатов мира. Высшим достижением в карьере Суэйна стала бронза Олимпиады в Сеуле.